# Metterza

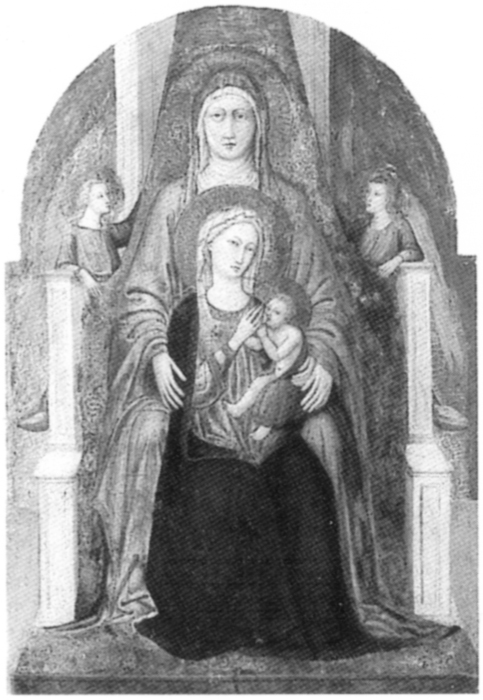
Esempio dell'iconografia tradizionale della Metterza: Bicci di Lorenzo, Greenville, Bob Jones University Collection

Metterza è il termine derivato dal volgare medievale mi è terza, riferendosi a sant'Anna, madre di Maria, che si mette per terza nella gerarchia della famiglia divina, accanto a Maria e Gesù. Questo tipo di Anna Selbdritt è stato molto popolare in Germania, dal XIV secolo.
Il termine e la relativa iconografia ebbe diffusione in Italia e nel Nord Europa, specie durante il Quattrocento.